# Venom: Let There Be Carnage
Venom 2: Let There Be Carnage je ameriški superjunaški film iz leta 2021, v katerem nastopa lik Venom iz Marvelovih stripov. Je nadaljevanje filma Venom (2018) in drugi film Sonyjevega Spider-Man Universe (SSU). Režiral ga je Andy Serkis, scenarij pa je napisala Kelly Marcel. V filmu igrajo Tom Hardy, Michelle Williams, Naomie Harris, Reid Scott, Stephen Graham in Woody Harrelson. V filmu se morata Eddie Brock in njegov nezemljanski simbiot Venom soočiti s serijskim morilcem Cletusom Kasadyjem, potem ko ta postane gostitelj delčka Venoma, iz katerega nastane Carnage.
Venom je Sony Pictures načrtoval kot začetek novega skupnega vesolja, načrti za nadaljevanje pa so se začeli med produkcijo prvega filma. Harrelson je bil izbran za kratek nastop v vlogi Cletusa na koncu prvega filma Venom, z namenom, da bi v nadaljevanju postal zlobnež Carnage. Predprodukcije se je začela januarja 2019, Hardy in Harrelson sta potrdila, da se bosta vrnila v igralski zasedbi. Serkisa so avgusta najeli kot režiserja, deloma zaradi njegovih izkušenj pri delu z računalniško ustvarjenimi slikami (CGI) in tehnologijo zajemanja gibanja, kar je bil pomemben del upodobitve Venoma in Carnagea v filmu. Snemanje je potekalo v Leavesden Studios v Angliji od novembra 2019 do februarja 2020, drugi del snemanja pa je potekal v San Franciscu februarja istega leta. Naslov filma je bil objavljen aprila 2020. Marco Beltrami je bil najet kot skladatelj glasbe za film.
Venom: Naj bo Carnage je bil premierno predvajan v Londonu 14. septembra 2021, v ZDA pa je bil predvajan  1. oktobra, po večkratnih zamudah glede na prvotni datum oktobra 2020 zaradi pandemije COVID-19. Film je prejel mešane ocene kritikov, vendar je doživel boljši uspeh kot njegov predhodnik, bil pa je tudi uspešen na blagajnah, saj je zaslužil 506 milijonov dolarjev po vsem svetu in postal sedmi najbolj dobičkonosni film leta 2021. Nadaljevanje, Venom: Zadnji ples, je izšlo 25. oktobra 2024.

## Vsebina
Leta 1996 mladi Cletus Kasady nemočno opazuje, kako njegovo simpatijo Frances Barrison odpeljejo iz popravnega doma za otroke Sv. Estes v psihjatrični inštitut Ravencroft. Na poti Frances uporabi svoje moči zvočnega krika, da napade mladega policista Patricka Mulligana. Mulligan ustreli Frances v levo oko in si zaradi njenega krika poškoduje uho. Ne da bi vedel Mulligan, ki verjame, da jo je ubil, Frances še vedno odpeljejo v Ravencroft, kjer so njene sposobnosti omejene.
Do današnjega dne Mulligan, zdaj detektiv, prosi novinarja Eddieja Brocka, naj govori s serijskim morilcem Cletusom v državnem zaporu San Quentin, saj Cletus noče govoriti z nikomer drugim razen z Brockom. Po obisku Brockov nezemljanski simbiot Venom ugotovi, kje je Cletus skril trupla svojih žrtev, kar Brocku da možnost napredovanja njegove kariere. Brock, ki je še vedno na begu pred FBI, Venomu prepove požiranje kriminalcev, česar Venom ne more sprejeti. Brocka zatem kontaktira njegova bivša zaročenka Anne Weying, ki mu pove, da je zdaj zaročena z dr. Danom Lewisom, kar Venomu povzroči nezadovoljstvo. Medtem Cletus, ki je bil spoznan za krivega svojih zločinov in obsojen na smrtno kazen s smrtonosno injekcijo, povabi Brocka, da se udeleži njegove usmrtitve. Brock se pogovori s Cletusom, kateri zmerja Brocka, kar povzroči, da se Venom razjezi in napade Cletusa. Cletus se brani tako, da ugrizne Brocka v roko in pri tem zaužije majhen del simbiota. Doma se Venom začne prepirati z Brockom o želji po več svobode pri prehranjevanju kriminalcev, simbiot pa se odloči zapustiti Brockovo telo in oditi sam.
Ko se začne Cletusova usmrtitev, se razvije rdeči simbiot in blokira injekcijo. Imenuje se Carnage in nasilno opustoši po zaporu ter pri tem osvobi zapornike in ubije paznike. Carnage se strinja, da bo pomagal Cletusu rešiti Frances iz Ravencrofta v zameno za Cletusovo pomoč pri likvidaciji Brocka in Venoma. Mulligan obišče Brocka na domu in ga opozori na situacijo. V Ravencroftu Cletus osvobodi Frances in odideta v popravni dom za otroke Sv. Estes, da bi ga zažgala. Mulligan postane sumljiv na Brocka in ga zato aretira. Brock kontaktira Anne in razkrije, da se je Venom ločil od njega. Ko se Venom prebija po San Franciscu s menjavo od telesa do telesa, Anne ugotovi, da se je povezal na gospo Chen in ga prepriča, naj gre pomagati Brocku. Venom se ponovno združi z Brockom, potem ko se najprej poveže z Anne, da pride na policijsko postajo, in reši Brocka iz pripora. Medtem pa Cletus ugrabi Mulligana za talca, Frances pa ujame Anne in jo skupaj z Mulliganom odpelje v katedralo Grace, kjer se nameravata Cletus in Frances poročiti. 
Brock in Venom prispeta v katedralo, da bi se spopadla z Carnageom, medtem ko Frances navidezno ubije Mulligana tako, da ga obesi na verigo na vrhu katedrale. Venoma premaga Carnage, vendar izzove Frances, da uporabi svoje moči, da tako povzroči zvok in loči Carnagea in Cletusa, ki ju Venom nato oba požre, medtem ko podirajoča se katedrala ubije Frances. Ugotovi se, da je Mulligan živ, njegove oči pa spremenijo barvo v modro, saj je bil okužen s kosom Carnagea. Brock in Venom, spet ubežnika, se odločita za dopust, medtem ko razmišljata o naslednjih korakih.
V prizoru po koncu filma, ko Venom pripoveduje Brocku o znanju simbiota o drugih vesoljih, jih slepeča svetloba nenadoma prenese iz hotelske sobe v drugo sobo, kjer opazujejo J. Jonaha Jamesona, ki poroča o Spider-Manovi razkriti identiteti kot Peter Parker na televiziji.

## Vloge
- Tom Hardy – Eddie Brock (Venom)
- Michelle Williams – Anne Weying
- Naomie Harris – Frances Barrison (Shriek)
- Reid Scott – Dan Lewis
- Stephen Graham  – Patrick Mulligan
- Woody Harrelson –  Cletus Kasady (Carnage)
- Peggy Lu –  Gdč. Chen